# Bezdrvni papir
Bezdrvni papir sadrži bijeljenu ili nebijeljenu celulozu bez primjese drvenjače. Upotrebljava se kao kvalitetan pisaći i tiskovni papir.

## Ofsetni papir
Ofsetni papir je dimenzijski stabilan, keljen, a radi stabilnosti nanesenih boja u ofsetnom tisku njegova pH-vrijednost treba biti oko 4,5. Ofsetni papir je strojnogladak papir namijenjen za ofsetni tisak. Kako taj tisak ovisi o kvaliteti papira više od bilo kojeg drugog tiskarskog postupka, to se od ofsetnog papira vrlo mnogo traži s obzirom na dimenzijsku stabilnost, površinsku čvrstoću, prašenje, čerupanje, jednoličnu debljinu i vlažnost.

### Plakatni papir ili afišni papir
Plakatni papir ili afišni papir većinom se proizvodi u jarkim bojama, jednostrano gladak, nekeljen ili slabo keljen, podesan za tisak plakata i letaka.

### Biblijski papir
Biblijski papir ubraja se u grupu tankih tiskovnih papira. To je vrlo kvalitetan bezdrvni papir izrađen od lanenog vlakna ili od drvne celuloze s primjesom celuloze od prerađenog otpadnog tekstilnog materijala biljnog porijekla. Dorađen je satiniranjem, vrlo je čvrst, gramature od 25 do 50 g/m2, djelomično proziran, bijel do slabo žute boje. Upotrebljava se za tiskanje priručnih knjižica malog formata i tankih listova kao što su džepni kalendari ili, na primjer, Biblije, po kojoj je tako nazvan, zatim za tiskanje prospekata, uputa za upotrebu lijekova i tako dalje.

### Pelirni papir
Pelirni papir ili florpost papir je vrlo fini bezdrvni papir, tanak, lako proziran, visoko satiniran, bez punila, bijel ili obojen, gramature od 25 do 40 g/m2. Upotrebljava se kao pisaći papir, zatim za tiskanje ljekarničkih uputa, a proizveden u jednoj ili više boja služi kao fini omotni papir.

### Visokosjajni papir
Visokosjajni papir je osobito oštro satinirani papir ili karton velike glatkoće i visokog sjaja. Na takvim se papirima postižu vrlo kvalitetne reprodukcije s najbogatijom paletom tonova.